# النواورة (أولاد الزقاق)
النواورة هو دُوَّار يقع بجماعة كيسر، إقليم سطات، جهة الدار البيضاء سطات في المملكة المغربية. ينتمي الدوّار لمشيخة أولاد الزقاق التي تضم 13 دوار. يقدر عدد سكانه بـ 973 نسمة حسب الإحصاء الرسمي للسكان والسكنى لسنة 2004.

## روابط خارجية
- البوابة الوطنية للجماعات الترابية
- المندوبية السامية للتخطيط